# Eva Bartok
Eva Bartok, nome d'arte di Éva Ivanova Márta Szőke (Budapest, 18 giugno 1927 – Londra, 1º agosto 1998), è stata un'attrice ungherese naturalizzata britannica, attiva negli anni cinquanta e sessanta.

## Biografia
Durante la seconda guerra mondiale, sposò l'ufficiale dell'esercito ungherese Géza Kovács. Alla fine della guerra il matrimonio venne annullato e la Bartok iniziò a recitare nei teatri della capitale. Notata dal produttore Alexander Paal, suo secondo marito, venne scritturata per il film a episodi Passaporto per l'oriente (1951), che le consentì di iniziare una carriera internazionale.
A Londra conobbe e sposò il regista William Wordsworth, ottenendo la cittadinanza britannica. Lavorò in diverse produzioni sia in Europa che a Hollywood, ma in Italia è ricordata principalmente per il film Sei donne per l'assassino (1962), diretto da Mario Bava.
Suo quarto marito fu l'attore tedesco Curd Jürgens. Poco dopo la fine di questo matrimonio, la nascita nel 1957 della figlia Deana diede adito a diverse illazioni circa la paternità della bambina. Anni dopo l'attrice dichiarò che il vero padre era Frank Sinatra.
Dopo il ritiro dalle scene non si ebbero molte notizie su di lei. Fu messa in giro la voce che grazie al gruppo spirituale Subud fosse guarita da un cancro alle ovaie. Morì a Londra nel 1998, praticamente dimenticata, a causa di un attacco di cuore.

## Filmografia parziale

### Cinema
- Mezei próféta, regia di Frigyes Bán (1947)
- L'amore segreto di Madeleine (Madeleine), regia di David Lean (1950)
- Passaporto per l'oriente (A Tale of Five Cities), regia di Romolo Marcellini, Emil E. Reinert (1951)
- Il corsaro dell'isola verde (The Crimson Pirate), regia di Robert Siodmak (1952)
- Venetian Bird, regia di Ralph Thomas (1952)
- Viaggio nell'interspazio (Spaceways), regia di Terence Fisher (1953)
- Il tenente dello zar (Der letzte Walzer), regia di Arthur Maria Rabenalt (1953)
- Park Plaza 605, regia di Bernard Knowles (1953)
- L'isola nell'asfalto (Front Page Story), regia di Gordon Parry (1954)
- Orient Express, regia di Carlo Ludovico Bragaglia (1954)
- L'adorabile creatura (Special Delivery), regia di John Brahm (1955)
- Dunja, la figlia della steppa (Dunja), regia di Josef von Báky (1955)
- Interpol agente Z 3 (Break the Circle), regia di Val Guest (1955)
- La gente gamma (The Gamma People), regia di John Gilling (1956)
- Fra i boschi e fra i prati (Durch die Wälder, durch die Auen), regia di Georg Wilhelm Pabst (1956)
- Senza di te è notte (Ohne dich wird es Nacht), regia di Curd Jürgens (1956)
- 10.000 camere da letto (Ten Thousand Bedrooms), regia di Richard Thorpe (1957)
- Il prigioniero di Stalingrado (The Doctor of Stalingrad), regia di Géza von Radványi (1958)
- Veneri del peccato (Madeleine Tel. 13 62 11), regia di Kurt Meisel (1958)
- Amsterdam operazione diamanti (Operation Amsterdam), regia di Michael McCarthy (1959)
- Il giorno della violenza (Ihr Verbrechen war Liebe - Douze heures d'horloge), regia di Géza von Radványi (1959)
- Ti aspetterò all'inferno, regia di Piero Regnoli (1960)
- Berlino est passaporto falso (Beyond the Curtain), regia di Compton Bennett (1960)
- Accusa di omicidio (Unter Ausschluss der Öffentlichkeit), regia di Harald Philipp (1961)
- Il volto dell'assassino (Ehe-Institut Aurora), regia di Wolfgang Schleif (1962)
- Avventura al motel, regia di Renato Polselli (1963)
- Sei donne per l'assassino, regia di Mario Bava (1964)

### Televisione
- General Electric Theater – serie TV, episodio 5x28 (1957)

## Doppiatrici italiane
- Lydia Simoneschi in Amsterdam operazione diamanti, Sei donne per l'assassino
- Micaela Giustiniani in Il corsaro dell'isola verde
- Fiorella Betti in Viaggio nell'interspazio
- Maria Pia Di Meo in Ti aspetterò all'inferno